# National Register of Historic Places in Wisconsin

Karte der Countys von Wisconsin und Verteilung der NRHP-Einträge

Diese Tabelle enthält alle Listen, in denen die Einträge im National Register of Historic Places in den 72 Countys des US-amerikanischen Bundesstaates Wisconsin aufgeführt sind:

## Anzahl der Objekte und Distrikte nach County
|         | \| \| County \| Liste der Einträge in das NRHP im County \| Anzahl \| \| ------- \| ----------- \| ---------------------------------------- \| ------- \| \| 1 \| Adams \| NRHP-Einträge im Adams County \| 2 \| \| 2 \| Ashland \| NRHP-Einträge im Ashland County \| 39 \| \| 3 \| Barron \| NRHP-Einträge im Barron County \| 9 \| \| 4 \| Bayfield \| NRHP-Einträge im Bayfield County \| 22 \| \| 5 \| Brown \| NRHP-Einträge im Brown County \| 41 \| \| 6 \| Buffalo \| NRHP-Einträge im Buffalo County \| 13 \| \| 7 \| Burnett \| NRHP-Einträge im Burnett County \| 9 \| \| 8 \| Calumet \| NRHP-Einträge im Calumet County \| 10 \| \| 9 \| Chippewa \| NRHP-Einträge im Chippewa County \| 12 \| \| 10 \| Clark \| NRHP-Einträge im Clark County \| 19 \| \| 11 \| Columbia \| NRHP-Einträge im Columbia County \| 55 \| \| 12 \| Crawford \| NRHP-Einträge im Crawford County \| 25 \| \| 13 \| Dane \| NRHP-Einträge im Dane County \| 228 \| \| 14 \| Dodge \| NRHP-Einträge im Dodge County \| 32 \| \| 15 \| Door \| NRHP-Einträge im Door County \| 66 \| \| 16 \| Douglas \| NRHP-Einträge im Douglas County \| 18 \| \| 17 \| Dunn \| NRHP-Einträge im Dunn County \| 6 \| \| 18 \| Eau Claire \| NRHP-Einträge im Eau Claire County \| 62 \| \| 19 \| Florence \| NRHP-Einträge im Florence County \| 4 \| \| 20 \| Fond du Lac \| NRHP-Einträge im Fond du Lac County \| 44 \| \| 21 \| Forest \| NRHP-Einträge im Forest County \| 8 \| \| 22 \| Grant \| NRHP-Einträge im Grant County \| 34 \| \| 23 \| Green \| NRHP-Einträge im Green County \| 25 \| \| 24 \| Green Lake \| NRHP-Einträge im Green Lake County \| 14 \| \| 25 \| Iowa \| NRHP-Einträge im Iowa County \| 38 \| \| 26 \| Iron \| NRHP-Einträge im Iron County \| 5 \| \| 27 \| Jackson \| NRHP-Einträge im Jackson County \| 5 \| \| 28 \| Jefferson \| NRHP-Einträge im Jefferson County \| 46 \| \| 29 \| Juneau \| NRHP-Einträge im Juneau County \| 8 \| \| 30 \| Kenosha \| NRHP-Einträge im Kenosha County \| 26 \| \| 31 \| Kewaunee \| NRHP-Einträge im Kewaunee County \| 12 \| \| 32 \| La Crosse \| NRHP-Einträge im La Crosse County \| 54 \| \| 33 \| Lafayette \| NRHP-Einträge im Lafayette County \| 11 \| \| 34 \| Langlade \| NRHP-Einträge im Langlade County \| 5 \| \| 35 \| Lincoln \| NRHP-Einträge im Lincoln County \| 6 \| \| 36 \| Manitowoc \| NRHP-Einträge im Manitowoc County \| 24 \| \| 37 \| Marathon \| NRHP-Einträge im Marathon County \| 26 \| \| 38 \| Marinette \| NRHP-Einträge im Marinette County \| 11 \| \| 39 \| Marquette \| NRHP-Einträge im Marquette County \| 6 \| \| 40 \| Menominee \| NRHP-Einträge im Menominee County \| 1 \| \| 41 \| Milwaukee \| NRHP-Einträge im Milwaukee County \| 67 \| \| 42 \| Monroe \| NRHP-Einträge im Monroe County \| 11 \| \| 43 \| Oconto \| NRHP-Einträge im Oconto County \| 25 \| \| 44 \| Oneida \| NRHP-Einträge im Oneida County \| 24 \| \| 45 \| Outagamie \| NRHP-Einträge im Outagamie County \| 46 \| \| 46 \| Ozaukee \| NRHP-Einträge im Ozaukee County \| 36 \| \| 47 \| Pepin \| NRHP-Einträge im Pepin County \| 2 \| \| 48 \| Pierce \| NRHP-Einträge im Pierce County \| 8 \| \| 49 \| Polk \| NRHP-Einträge im Polk County \| 13 \| \| 50 \| Portage \| NRHP-Einträge im Portage County \| 18 \| \| 51 \| Price \| NRHP-Einträge im Price County \| 12 \| \| 52 \| Racine \| NRHP-Einträge im Racine County \| 50 \| \| 53 \| Richland \| NRHP-Einträge im Richland County \| 15 \| \| 54 \| Rock \| NRHP-Einträge im Rock County \| 128 \| \| 55 \| Rusk \| NRHP-Einträge im Rusk County \| 2 \| \| 56 \| Sauk \| NRHP-Einträge im Sauk County \| 51 \| \| 57 \| Sawyer \| NRHP-Einträge im Sawyer County \| 3 \| \| 58 \| Shawano \| NRHP-Einträge im Shawano County \| 6 \| \| 59 \| Sheboygan \| NRHP-Einträge im Sheboygan County \| 44 \| \| 60 \| St. Croix \| NRHP-Einträge im St. Croix County \| 34 \| \| 61 \| Taylor \| NRHP-Einträge im Taylor County \| 8 \| \| 62 \| Trempealeau \| NRHP-Einträge im Trempealeau County \| 16 \| \| 63 \| Vernon \| NRHP-Einträge im Vernon County \| 21 \| \| 64 \| Vilas \| NRHP-Einträge im Vilas County \| 15 \| \| 65 \| Walworth \| NRHP-Einträge im Walworth County \| 43 \| \| 66 \| Washburn \| NRHP-Einträge im Washburn County \| 2 \| \| 67 \| Washington \| NRHP-Einträge im Washington County \| 26 \| \| 68 \| Waukesha \| NRHP-Einträge im Waukesha County \| 150 \| \| 69 \| Waupaca \| NRHP-Einträge im Waupaca County \| 24 \| \| 70 \| Waushara \| NRHP-Einträge im Waushara County \| 3 \| \| 71 \| Winnebago \| NRHP-Einträge im Winnebago County \| 84 \| \| 72 \| Wood \| NRHP-Einträge im Wood County \| 20 \| \| Gesamt: \| Gesamt: \| Gesamt: \| 2.088 1 \| |                                          |         |
|         | County | Liste der Einträge in das NRHP im County | Anzahl  |
| 1       | Adams | NRHP-Einträge im Adams County            | 2       |
| 2       | Ashland | NRHP-Einträge im Ashland County          | 39      |
| 3       | Barron | NRHP-Einträge im Barron County           | 9       |
| 4       | Bayfield | NRHP-Einträge im Bayfield County         | 22      |
| 5       | Brown | NRHP-Einträge im Brown County            | 41      |
| 6       | Buffalo | NRHP-Einträge im Buffalo County          | 13      |
| 7       | Burnett | NRHP-Einträge im Burnett County          | 9       |
| 8       | Calumet | NRHP-Einträge im Calumet County          | 10      |
| 9       | Chippewa | NRHP-Einträge im Chippewa County         | 12      |
| 10      | Clark | NRHP-Einträge im Clark County            | 19      |
| 11      | Columbia | NRHP-Einträge im Columbia County         | 55      |
| 12      | Crawford | NRHP-Einträge im Crawford County         | 25      |
| 13      | Dane | NRHP-Einträge im Dane County             | 228     |
| 14      | Dodge | NRHP-Einträge im Dodge County            | 32      |
| 15      | Door | NRHP-Einträge im Door County             | 66      |
| 16      | Douglas | NRHP-Einträge im Douglas County          | 18      |
| 17      | Dunn | NRHP-Einträge im Dunn County             | 6       |
| 18      | Eau Claire | NRHP-Einträge im Eau Claire County       | 62      |
| 19      | Florence | NRHP-Einträge im Florence County         | 4       |
| 20      | Fond du Lac | NRHP-Einträge im Fond du Lac County      | 44      |
| 21      | Forest | NRHP-Einträge im Forest County           | 8       |
| 22      | Grant | NRHP-Einträge im Grant County            | 34      |
| 23      | Green | NRHP-Einträge im Green County            | 25      |
| 24      | Green Lake | NRHP-Einträge im Green Lake County       | 14      |
| 25      | Iowa | NRHP-Einträge im Iowa County             | 38      |
| 26      | Iron | NRHP-Einträge im Iron County             | 5       |
| 27      | Jackson | NRHP-Einträge im Jackson County          | 5       |
| 28      | Jefferson | NRHP-Einträge im Jefferson County        | 46      |
| 29      | Juneau | NRHP-Einträge im Juneau County           | 8       |
| 30      | Kenosha | NRHP-Einträge im Kenosha County          | 26      |
| 31      | Kewaunee | NRHP-Einträge im Kewaunee County         | 12      |
| 32      | La Crosse | NRHP-Einträge im La Crosse County        | 54      |
| 33      | Lafayette | NRHP-Einträge im Lafayette County        | 11      |
| 34      | Langlade | NRHP-Einträge im Langlade County         | 5       |
| 35      | Lincoln | NRHP-Einträge im Lincoln County          | 6       |
| 36      | Manitowoc | NRHP-Einträge im Manitowoc County        | 24      |
| 37      | Marathon | NRHP-Einträge im Marathon County         | 26      |
| 38      | Marinette | NRHP-Einträge im Marinette County        | 11      |
| 39      | Marquette | NRHP-Einträge im Marquette County        | 6       |
| 40      | Menominee | NRHP-Einträge im Menominee County        | 1       |
| 41      | Milwaukee | NRHP-Einträge im Milwaukee County        | 67      |
| 42      | Monroe | NRHP-Einträge im Monroe County           | 11      |
| 43      | Oconto | NRHP-Einträge im Oconto County           | 25      |
| 44      | Oneida | NRHP-Einträge im Oneida County           | 24      |
| 45      | Outagamie | NRHP-Einträge im Outagamie County        | 46      |
| 46      | Ozaukee | NRHP-Einträge im Ozaukee County          | 36      |
| 47      | Pepin | NRHP-Einträge im Pepin County            | 2       |
| 48      | Pierce | NRHP-Einträge im Pierce County           | 8       |
| 49      | Polk | NRHP-Einträge im Polk County             | 13      |
| 50      | Portage | NRHP-Einträge im Portage County          | 18      |
| 51      | Price | NRHP-Einträge im Price County            | 12      |
| 52      | Racine | NRHP-Einträge im Racine County           | 50      |
| 53      | Richland | NRHP-Einträge im Richland County         | 15      |
| 54      | Rock | NRHP-Einträge im Rock County             | 128     |
| 55      | Rusk | NRHP-Einträge im Rusk County             | 2       |
| 56      | Sauk | NRHP-Einträge im Sauk County             | 51      |
| 57      | Sawyer | NRHP-Einträge im Sawyer County           | 3       |
| 58      | Shawano | NRHP-Einträge im Shawano County          | 6       |
| 59      | Sheboygan | NRHP-Einträge im Sheboygan County        | 44      |
| 60      | St. Croix | NRHP-Einträge im St. Croix County        | 34      |
| 61      | Taylor | NRHP-Einträge im Taylor County           | 8       |
| 62      | Trempealeau | NRHP-Einträge im Trempealeau County      | 16      |
| 63      | Vernon | NRHP-Einträge im Vernon County           | 21      |
| 64      | Vilas | NRHP-Einträge im Vilas County            | 15      |
| 65      | Walworth | NRHP-Einträge im Walworth County         | 43      |
| 66      | Washburn | NRHP-Einträge im Washburn County         | 2       |
| 67      | Washington | NRHP-Einträge im Washington County       | 26      |
| 68      | Waukesha | NRHP-Einträge im Waukesha County         | 150     |
| 69      | Waupaca | NRHP-Einträge im Waupaca County          | 24      |
| 70      | Waushara | NRHP-Einträge im Waushara County         | 3       |
| 71      | Winnebago | NRHP-Einträge im Winnebago County        | 84      |
| 72      | Wood | NRHP-Einträge im Wood County             | 20      |
| Gesamt: | Gesamt: | Gesamt:                                  | 2.088 1 |